# Plein Gaz (nouvelle)
Pour les articles homonymes, voir Plein gaz.
Plein Gaz (titre original : Throttle) est un roman court conjointement écrit par Stephen King et son fils Joe Hill, publié pour la première fois en 2009 dans l'anthologie He Is Legend réalisée en l'honneur de Richard Matheson, puis traduit en français et édité sous la forme d'un livre de poche par les éditions Jean-Claude Lattès en 2014.
Plein Gaz est inspirée de la nouvelle Duel de Richard Matheson, nouvelle passée à la postérité à la suite de l'adaptation en téléfilm réalisée par Steven Spielberg en 1971.

## Résumé
Vince Adamson est le chef d'une bande de bikers du Nevada. Il est également le père de Race, qui fait partie de sa bande même si leurs relations n'ont jamais été au beau fixe. Race a convaincu son père et la bande d'avancer de l'argent à son ami Clarke pour qu'il puisse fabriquer de la méthamphétamine. Mais à cause d'un incendie, le laboratoire et l'argent partent en fumée. Les bikers viennent alors demander des comptes à Clarke mais la situation échappe à tout contrôle et se solde par la mort de Clarke et de sa petite amie. Décidés à retrouver leur argent, les bikers se dirigent ensuite vers Show Low, en Arizona, où habite la sœur de Clarke. Alors qu'ils font une halte, Vince et Race ont une énième confrontation verbale près d'un camion-citerne sur le parking d'un restoroute. Race lance de colère sa flasque sur la citerne et le camion démarre peu après.
Ayant repris leur route, les bikers rejoignent et doublent le camion. Néanmoins, celui-ci les rattrape à son tour un peu plus loin et, continuant à accélérer, fauche les bikers les uns après les autres. Il ne reste bientôt plus que cinq survivants de ce massacre dont Vince, son second Lemmy et Race. Avec les feux stop de sa moto, Vince fait comprendre en morse à ses hommes qu'il va tourner à droite à la prochaine intersection et, en y arrivant, fait un signe vers la gauche. Le chauffeur du camion mord à l'hameçon mais Vince s'aperçoit que Race a également tourné à gauche. Accompagné de Lemmy, il prend une autre route pour attendre plus loin Race et son poursuivant.
Race réussit à garder de l'avance sur le camion et Vince se lance à leurs trousses. Il comprend grâce à un autocollant du camion que le chauffeur est le père de la petite amie de Clarke et qu'il a appris que sa fille avait été tuée en surprenant sa conversation avec Race. Parvenu à hauteur de la cabine, il y lance une grenade incapacitante. Le camion quitte alors la route et sa citerne explose. Lemmy s'assure ensuite que le chauffeur est mort et Race vient rejoindre son père. Vince conseille à son fils de faire ce qu'il sait faire le mieux, fuir, tandis que lui et Lemmy vont attendre l'arrivée de la police et tout leur raconter.

## Personnages
Le personnage principal est Vince Adamson, un marginal ancien soldat durant la guerre du Viêt Nam et chef d’un gang de bikers. Les autres personnages sont dans l'ordre d'apparition : John « Race » Adamson, Lemmy Chapman, Dean Clarke, Bobby Stone, Roy Knowes, Peaches, Regis Doc, Mary, Lon Rufus, John Kidder, Ellis Harbisson, Dean Carew et Jackie.

## Adaptation
Les nouvelles Plein Gaz et Duel ont été adaptées sous la forme d'une bande dessinée titrée Road Rage avec des dessins de Nelson Daniel et un scénario de Chris Ryall. Elle est parue en version originale en quatre volumes en 2012 et en version française en un seul volume en 2013.